# اللجنة التحضيرية لمعاهدة الحظر الشامل للتجارب النووية
اللجنة التحضيرية لمنظمة الحظر الشامل للتجارب النووية هي منظمة دولية مقرها في مدينة فيينا- النمسا. كُلفت اللجنة بمهمة إعداد الأنشطة التي تضطلع بها منظمة الحظر الشامل للتجارب النووية CTBTO  . تأسست المنظمة من قبل الدول التي وقعت على معاهدة الحظر الشامل للتجارب النووية في عام 1996، وسوف يصار إلى انهاء تواجدها مع بدء نفاذ معاهدة الحظر الشامل للتجارب النوويه. تقوم المنظمة بإعداد البنية التحتية للكشف عن التجارب النووية والمصادقة عليها. وإعداد لوائح وقوانين منظمة معاهدة الحظر الشامل للتجارب النوويه وتمهد لبدء سريان مفعول منظمة معاهدة الحظر الشامل للتجارب النووية.

## المنظمة
اللجنة التحضيرية لديها هيئة عامة (تُسمى أحيانا اللجنة التحضيرية أيضا) والتي تجتمع مرتين في السنة وتتألف من الدول التي وقعت على معاهدة حظر التجارب النووية CTBT. رئيس الهيئة الحالي هو السفير ألفريدو اليخاندرو لابي فيلا، الممثل الدائم لتشيلي. تضم اللجنة فريقي عمل، الأول مختص بالمسائل المالية (Working Group A) والثاني مختص بالامور التحققيه (Working Group B).
يتم تنفيذ أنشطة اللجنة الرئيسية من قبل الأمانة الفنية المؤقتة. يقود هذا التنظيم الامين التنفيذي للجنة. ادناه لمحة عامة عن الأمناء التنفيذيين لهذه المنظمة:
| البلد   | الاسم           | استلم الامانة في تاريخ |
| ------- | --------------- | ---------------------- |
| ألمانيا | فولفكانك هوفمان | 3-03-1997              |
| المجر   | تيبور توت       | 1-08-2005              |

ان بدء نفاذ معاهدة الحظر الشامل للتجارب النوويه سوف يؤدي إلى إلغاء اللجنة التحضيرية وإنشاء منظمة معاهدة الحظر الشامل للتجارب النوويه مع نهاية المؤتمر الأول للدول الأعضاء في المنظمة بعد دخولها حيز النفاذ. في هذه الحالة، سوف يصار إلى نقل جميع ممتلكات اللجنة التحضيريه إلى منظمة معاهدة الحظر الشامل للتجارب النوويه. يتطلب دخول المنظمة مرحلة التنفيذ انقضاء 180 يوما على الحصول على مصادقة الدول الاتيه: الصين، مصر، الهند، إيران، إسرائيل، كوريا الشمالية، باكستان والولايات المتحدة.

## أنظمة الرصد والاتصالات
بدأت اللجنة التحضيرية باعداد الانظمه الدولية للكشف عن التجارب النووية. تتكون هذه الانظمه من نظام رصد دولي (IMS)، بنية تحتية لنظام اتصالات دولي إضافة إلى مركز دولي للبيانات والمعلومات. لم تكتمل هذه الانظمه بشكلها النهائي لحد الآن ولكن معظمها جاهزه للعمل.

### نظام الرصد الدولي IMS
سوف يتالف نظام الرصد الدولي، بعد انهائه، من337 محطة مراقبة في جميع أنحاء العالم تقوم برصد مؤشرات التفجيرات النووية. حوالي 85٪ من محطات المراقبة هذه موجوده وفاعله في الوقت الحاضر  . سوف يشمل نظام الرصد الدولي ما ياتي:
•	50 محطة اولية و120 محطة ملحقه للرصد الزلزالي . تقوم المحطات الاوليه بتجهيز البيانات عبر الإنترنت بشكل فوري، بينما تقوم المحطات المساعدة بتجهيز البيانات عند الطلب. يتم استخدام البيانات السازمية لتحديد موقع الأحداث الزلزالية ولتمييز الانفجار النووي تحت الأرض عن العديد من الزلازل التي تحدث في جميع أنحاء العالم.
•	11 محطة صوتية مائية للكشف عن الموجات الصوتية في المحيطات . ستة من هذه المحطات هي محطات مائيه تستخدم مكبرات صوت تحت الماء لنقل الإشارات عبر الأسلاك إلى المحطات الموجودة على الأرض. ان المحطات المائية هذه حساسة للغاية وبامكانها التقاط الموجات الصوتية لما يحدث تحت الماء، بما في ذلك التفجيرات التي تحدث على مسافات بعيده جدا. المحطات الخمس الأخرى هي محطات رصد زلازلي تتواجد على الجزر تُسمى بالـ (T-Phase Station) وتستخدم أجهزة قياس الزلازل للكشف عن الموجات الصوتية المتحولة إلى موجات زلزالية عند ضرب الجزيرة.
•	60محطة صوتية  تستخدم تكنولوجية الـ microbarographs (أجهزة استشعار الضغط الصوتي) للكشف عن الموجات الصوتية ذات التردد المنخفض جدا في الغلاف الجوي التي تنتجها الظواهر الطبيعية والأحداث من صنع الإنسان. تتواجد هذه المحطات على شكل مصفوفات تتكون من 4-8 أجهزة استشعار وعلى مسافة 1-3 كيلو متر عن بعضها البعض. تستخدم البيانات لتحديد الاماكن وللتمييز بين التفجيرات في الغلاف الجوي والظواهر الطبيعية مثل النيازك والبراكين المتفجرة والظواهر المناخية الأخرى إضافة إلى الظواهر أخرى من صنع الإنسان مثل إعادة دخول الحطام الفضائي وإطلاق الصواريخ والطائرات الأسرع من الصوت.
•	80 محطة لللنويدات المشعة  باستخدام عينات هوائيه للكشف عن الجسيمات المشعة المنبعثة من التفجيرات في الغلاف الجوي و/أو الناجمه عن انفجارات تحت الأرض أو تحت الماء. ان وجود نويدات مشعة محدده في الجو يعتبر دليلا لا لبس فيه عن حدوث تفجير نووي. سوف يتم تجهيز اربعين محطه من هذه المحطات باجهزه قادره على الكشف عن الغازات النبيلة. هناك العديد من الأنشطة الأخرى التي يتولاها نظام الرصد الدولي IMS مثل التجربة الدولية الغازات النبيلة، على سبيل المثال وليس الحصر.
اعتبارا من أبريل 2011 تم اعتماد أكثر من 80٪ من هذا النظام:
| نوع المحطة               | عدد المحطات المخطط له | عدد المحطات قيد الانشاء | عدد المحطات قيد الاختبار | عدد المحطات المصادق عليها | العدد الاجمالي |
| ------------------------ | --------------------- | ----------------------- | ------------------------ | ------------------------- | -------------- |
| المحطات السيزمية الاولية | 2                     | 1                       | 4                        | 43                        | 50             |
| المحطات السيزمية الملحقه | 4                     | 6                       | 8                        | 104                       | 120            |
| المحطات الصوتية          | 10                    | 7                       | 0                        | 43                        | 60             |
| المحطات الصوتية المائية  | 0                     | 1                       | 0                        | 10                        | 11             |
| محطات النويدات المشعة    | 5                     | 12                      | 3                        | 60                        | 80             |

### البنية التحتية للاتصالات الدولية GCIومركز البيانات والمعلومات الدولي IDC
تتم عملية إرسال البيانات والمعلومات من جميع المحطات إلى مركز البيانات والمعلومات الدولي (IDC)التابع لمنظمة معاهدة الحظر الشامل للتجارب النووية CTBTO في فيينا من خلال شبكة بيانات دوليه GCI تستند إلى حد كبير على وصلات (VSAT) عبر الأقمار الصناعية.أكثر من نصف المحطات المخطط انشائها لنظام الرصد الدولي IMS بدات بتوفر البيانات بشكل متواصل اعتبارا من منتصف عام 2005.
يتم في مركز البيانات والمعلومات الدولي (IDC) خزن وربط بيانات نظام الرصد الدولي IMS التي تم تجميعها من خلال البنية التحتيه للاتصالات الدولية GCI - حوالي 16 جيجابايت في اليوم الواحد – باستخدام برامج متخصصة لتوليد تقارير عن الأحداث الهامة، والتي تتم مراجعتها في وقت لاحق من قبل محللين مدربين بشكل خاص لغرض اعداد نشرات معتمده عن الأحداث المسجلة. يقوم مركز البيانات والمعلومات الدولي ((IDC بتشغيل قاعدة بيانات احتياطيه كبيرة عن الاحداث بحجم تخزين مقداره 125 تيرابايت لتوفير القدرة على ارشفة البيانات المعتمده لأكثر من عشر سنوات.

### عمليات التفتيش الموقعي OSI
حال دخول معاهدة حظر التجارب النووية CTBT حيز التنفيذ ستصبح عمليات التفتيش الموقعي  ممكنة في الاماكن المشبوهه إذا اشارت بيانات نظام الرصد الدولي (IMS) إلى إجراء اختبار نووي فيها. سيقوم المفتشون بتجميع الادله والشواهد ميدانيا في الموقع المشتبه فيه.
ان عمليات التفتيش هذه لا يمكن اجرائها بدون مطالبة ومصادقة الدول الأعضاء حال دخول معاهدة معاهدة حظر التجارب النووية CTBT حيز التنفيذ. تم إجراء تمرين تفتيش موقعي كبير في شهر أيلول/ سبتمبر 2008 في كازاخستان.

## التجارب النووية التي أجرتها كوريا الشمالية في العامين 2006 و2009
قامت كوريا الشمالية باجراء تفجير نووي صباح يوم 9 أكتوبر 2006 . تم تفجير قنبلة نووية في موقع اختبار يقع شمال شرق البلاد. كشفت شبكة الرصد الدولي التابعة للجنة التحضيرية لمنظمة الحظر الشامل للتجارب النووية CTBTO الانباعاثات المنخفضه للتفجير في22 محطه من محطاتها للرصد الزلازلي. في غضون ساعتين من وقوع الانفجار، تلقت الدول الأعضاء في اللجنة التحضيرية لمنظمة الحظر الشامل للتجارب النووية CTBTO المعلومات الأولية عن مكان ووقت وحجم التفجير.
بعد اسبوعين من وقوع ألتفجير قامت محطة للرصد في يلونايف (Yellowknife) في شمال كندا برصد آثار غاز الزينون المشعة في الهواء. ان وجود غاز الزينون في الجو يعتبر دليلا على حدوث انفجار نووي. اكد هذا الرصد على ان التجربة النوويه التي قامت بها كوريا الشمالية في عام 2006 كانت تفجيرا نوويا. قام المحللون في اللجنة التحضيرية لمنظمة الحظر الشامل للتجارب النووية CTBTO باستخدام حسابات تراجعيه خاصة للكشف عن مصدر غاز الزينون المرصد وكشفت هذه الحسابات بان الغاز النبيل المرصد كان منبعثا من كوريا الشمالية.
أجرت كوريا الشمالية تجربة نووية ثانية في 25 مايو 2009 . أشارت البيانات السازمية وقتها على وقوع انفجار كبير على نحو غير عادي تحت الأرض. وقع هذا الانفجار على بعد بضعة كيلومترات فقط من المكان الذي اجري فيه التفجير النووي الأول في عام 2006.
كان عدد محطات الرصد التي رصدت الانفجار النووي في عام 2009 أكثر بكثير من تلك التي رصدت انفجار عام 2006. يعزى ذلك إلى زيادة حجم التفجير وكذلك زيادة عدد محطات الرصد الدولي العاملة. بعد ساعتين من ألاختبار، قدمت اللجنة التحضيرية لمنظمة الحظر الشامل للتجارب النووية CTBTO النتائج الأولية إلى الدول الأعضاء فيها. ساعدت وفرة المعلومات المحللين على تحديد منطقة الانفجار بدقة أكبر. غطى تفجير عام 2009 مساحة تقدر ب 264 كيلو مترا مربعا مقارنة بـ 880 كيلوا مترا مربعا في عام 2006.

## استخدامات بيانات اللجنة التحضيرية لمنظمة الحظر الشامل للتجارب النووية CTBTO للاغراض المدنية والعلمية
يمكن استخدام البيانات الهائله التي جمعتها اللجنة التحضيرية لمنظمة الحظر الشامل للتجارب النووية CTBTO لأغراض أخرى غير الكشف عن التفجيرات النووية، وخاصة في مجالات مثل التخفيف من آثار الكوارث والإنذار المبكر. في عام 2006، بدأت اللجنة التحضيرية لمنظمة الحظر الشامل للتجارب النووية CTBTO بتوفير البيانات السيزمولوجية والصوتية المائية مباشرة إلى مراكز إنذار التسونامي. اعتبارا من عام 2012 بيانات المنظمة توزع على مراكز انذار التسونامي في ثمانية بلدان، وخصوصا في منطقة المحيطين الهندي والهادئ.
اثناء كارثة مفاعل فوكوشيما في مارس  2011، تتبعت محطات اللجنة التحضيرية لمنظمة الحظر الشامل للتجارب النووية CTBTO النويدات المشعة ونشاطاتها الاشعاعية على نطاق عالمي. أكثر من 1600 عملية رصد للنظائر المشعه من المفاعلات النوويه المتقادمه تم رصدها من قبل 40 محطة رصد عالمية تابعه للجنة التحضيرية لمنظمة الحظر الشامل للتجارب النووية CTBTO. تقوم اللجنة التحضيرية لمنظمة الحظر الشامل للتجارب النووية CTBTO بمشاركة بياناتها وتحاليلها مع الـ 183 دولة الأعضاء فيها إضافة إلى المنظمات الدولية وما يقارب ال1200 مؤسسة علمية وأكاديمية في 120 بلدا.
التطبيقات المدنية والعلمية الأخرى تتمثل باستخدام بيانات وتقنيات اللجنة التحضيرية لمنظمة الحظر الشامل للتجارب النووية CTBTO في مجالات الطيران المدني والنقل البحري والبحوث المتعلقة بالتغيير المناخي.